# هيروفومي ياماأتشي
هيروفومي ياماأتشي (باليابانية: 山内 寛史) (مواليد 9 فبراير 1995)، هو لاعب كرة قدم سابق كان يلعب كلاعب وسط.

## وصلات خارجية
- هيروفومي ياماأتشي على موقع رابطة كرة القدم اليابانية للمحترفين (اليابانية)
- هيروفومي ياماأتشي على موقع قاعدة بيانات كرة القدم.إي يو (الإنجليزية)
- هيروفومي ياماأتشي على موقع Soccerway.com (الإنجليزية)
- هيروفومي ياماأتشي على موقع عالم كرة القدم.نت (الإنجليزية)